# Brentford
Brentford is een wijk in het Londense bestuurlijke gebied Hounslow, in de regio Groot-Londen, en op de noordelijke oever van de Theems.
Brentford was, tot 1965, de hoofdstad van het graafschap Middlesex.

## Geboren
- Johnny Cronshey (1926-2004), langebaanschaatser
- John Bardon (1939-2014), acteur

## Galerij

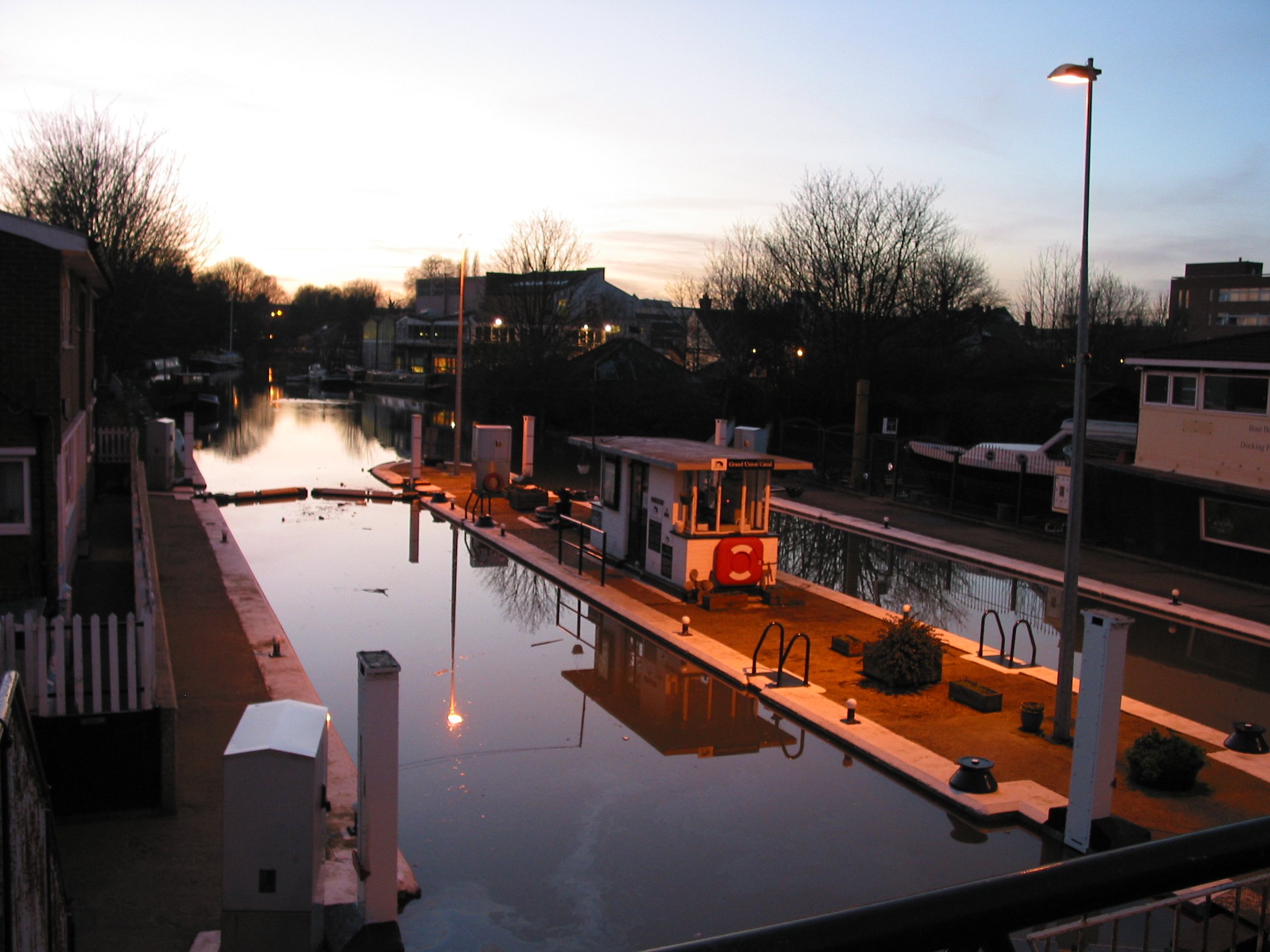
Sluis aan het Grand Union Canal in Brentford